# UFL (Computerspiel)
UFL ist ein kostenloses Fußball-Sportsimulations-Videospiel, entwickelt und veröffentlicht von Strikerz Inc. Es wurde auf der gamescom 2021 angekündigt und wurde am 5. Dezember 2024 auf PlayStation 5 und Xbox Series XS veröffentlicht. Zuvor war es auch für PlayStation 4 und Xbox One angekündigt worden.

## Entwicklung
UFL wurde erstmals am 25. August 2021 während der Gamescom 2021 in einem Trailer enthüllt. Strikerz entwickelt das Projekt seit 2016. Das Spiel wird mit Unreal Engine entwickelt und wurde für PlayStation 4, PlayStation 5, Xbox One, Xbox Series X und Series S angekündigt. Am 4. Juni 2024 wurde eine Open Beta für die Konsolen PS 5 und Xbox Series X|S angekündigt, die vom 7. bis 9. Juni stattfand, eine zweite Open Beta fand im August 2024 statt. Obwohl ein Erscheinen für den 12. September 2024 angekündigt war, wurde der Release am 3. September nochmal verschoben. Das Spiel soll nun am 5. Dezember 2024 veröffentlicht werden.

## Lizenzierung
Das Spiel hat sich mit FIFPro, einer globalen Vertretungsorganisation von mehr als 65.000 Profifußballern, sowie InStat, einem Unternehmen für Sportleistungsanalysen, zusammengetan, das aktuelle Statistiken für jeden Spieler bereitstellt. West Ham United wurde als einer der lizenzierten Clubs bekannt gegeben.
Der ukrainische Außenverteidiger von FC Arsenal, Oleksandr Zinchenko, Romelu Lukaku, Kevin De Bruyne und Cristiano Ronaldo sind die Spieler, die von den Strikerz-Entwicklern ausgewählt wurden, um das UFL-Fair-to-Play-Erlebnis zu repräsentieren. Laut den Entwicklern bedeutet „fair to play“, dass es keine Zahlungselemente innerhalb des Videospiels enthält, was eine klare Botschaft für andere Sagen dieses Genres bekannter Videospiele ist, die kleine Käufe in ihren Franchises implementiert haben.

## Verweise
1. 1 2  Christian Suessmeier: UFL wird kurz vor Release um Monate verschoben. In: IGN Deutschland. 3. September 2024, abgerufen am 3. September 2024.
2. ↑  Brenda Giacconi: UFL, el juego de fútbol gratis que quiere competir contra eFootball y FIFA, muestra a sus jugadores en un tráiler. 22. September 2021, abgerufen am 6. Oktober 2021 (spanisch).
3. ↑  Las 6 cosas que deberían temer eFootball y FIFA del nuevo UFL. Abgerufen am 6. Oktober 2021 (spanisch).
4. ↑  Be the First: UFL Open Beta is available from June 7th! In: uflgame.com. 4. Juni 2024, abgerufen am 7. August 2024 (englisch).
5. ↑  Open Beta Weekend: Be a part of it now! In: uflgame.com. 2. August 2024, abgerufen am 7. August 2024 (englisch).
6. ↑  West Ham United partners with exciting new football game UFL | West Ham United. Abgerufen am 6. Oktober 2021 (englisch).